# شرکت تاکسی لندن
شرکت تاکسی لندن (انگلیسی: The London Taxi Company) شرکت خودروسازی بریتانیایی است، که در زمینه ارائه خدمات مهندسی خودرو و ساخت انواع موتورسیکلت و تاکسی فعالیت می‌نماید. 
شرکت در سال ۱۸۹۹ راه‌اندازی شد و از سال ۲۰۰۶ در پی خریداری توسط شرکت خودروسازی جیلی، بعنوان زیرمجموعه‌ای از این شرکت چینی، به فعالیت خود ادامه می‌دهد. دفتر مرکزی این شرکت در شهر کاونتری، بریتانیا قرار دارد.